# Grenna Bluegrass Festival
Grenna Bluegrass Festival är en årligen återkommande musikfestival (tredje helgen i augusti), inriktad på amerikansk bluegrass och oldtime-musik. Första festivalen hölls 1978. Platsen har från start varit, och är fortfarande, Stadsberget i Gränna (i folkmun kallat "Grännaberget"). Varje år bjuds det in mer eller mindre kända band/artister från hela världen, främst Sverige och USA.
Festivalen startades av krögarna Janne, Pelle och Thomas Bergström samt Bosse Gustafsson. Bergströmarna drev Värdshuset Hjorten i Gränna och hade där bjudit in bluegrassband att komma och spela under ett par år. Bland andra Grus i Dojjan och BMG spelade regelbundet på Hjorten. Bergströmarna var djupt engagerade i bluegrassmusiken och bildade själva ett Bluegrassband som hette Staffans Stollar, där även den välkände Grännaprofilen Pelle Brandt ingick. Brandt var även han engagerad i bluegrassfestivalen, bland annat som konferencier och han var även festivalens ledargestalt. Det var bl.a. genom dessa personers engagemang som man tog initiativet till en musikträff med inriktning på bluegrass och oldtimemusik i augusti 1978.
1983 sändes en dokumentär på SVT om festivalen, med det passande namnet "Blått gräs i Gränna".
Värdshuset Hjorten finns inte längre, men föreningen Grenna Bluegrass håller till på övervåningen av det som var Hjorten. Där arrangeras även jam första onsdagen i varje månad, där alla som vill får komma och spela.  
I februari 2025 hölls den första upplagan av Grenna Wintergrass Festival, som är en mindre variant av festivalen.